# 重要互聯網基礎設施
重要互聯網基礎設施（英語：Critical Internet infrastructure），是構成互聯網運作中必要硬件及軟件設備的統稱。
重要互聯網基礎設施包括光纖、網絡線路、微波線路、路由器，也包括重要軟件系統如域名系统、登入系統、數據中心等。這些系統或設備，如果停止運作，將影響到互聯網并且使其無法運作。